# Зграда у Улици Димитрија Туцовића 2 у Панчеву
Зграда у ул. Димитрија Туцовића 2 у Панчеву је подигнута у периоду од 1885. до 1888. године и има статус споменика културе од великог значаја.
Зграду је саградила српска Црквена општина, док је наредне 1886. године, уз њу је саграђен Светосавски дом који се састојао од свечане дворане. Првобитно је у згради била смештена библиотека Црквене општине и Црквено певачко друштво, док су локали у приземљу имали трговачку намену. Једно време служила је за смештај Студентског дома.
Грађена је као угаони спратни објекат са основом у облику латиничног слова „L“. На обе фасаде прозори спратног дела полукружно се завршавају, уоквирени су пиластрима, а надпрозорници су на конзолама. На зарубљеном углу објекта, изнад улаза, налази се еркер. На фасади из улице Д. Туцовића налази се капија са колским пролазом и улаз у свечану салу Светосавског дома са надстрешницом од кованог гвожђа. У свечаној сали таваницу и бочне сводове осликао је 1886. године бечки сликар Едуард Клајн.
Конзерваторски радови изведени су 1977, 1982. и 2002–2004. године.